# Phantis
Phantis es un videojuego arcade creado y publicado por Dinamic Software en 1987. Fue lanzado para ZX Spectrum, Amstrad CPC, Commodore 64, MSX y PC. Fue desarrollado por Carlos Abril y Javier Cubedo, y la portada fue diseñada por Alfonso Azpiri. En Reino Unido fue estrenado con el título Game Over II para aprovechar el éxito que tuvo allí Game Over, y con este título saldría una versión exclusiva para Atari ST.

## Trama

### Versión original
El compañero de la comandante Selena ha sido secuestrado y se encuentra prisionero en la luna 4 del planeta Phantis. Selena debe llegar hasta ese planeta, y una vez allí sortear todos los peligros hasta rescatarle para escapar los dos juntos.

### Versión internacional
En la versión internacional, que fue rediseñada y lanzada como Game Over II, no controlamos a Selena, sino al protagonista de Game Over, y la cautiva a la que tenemos que rescatar es la propia Selena. El resto del juego permanece inalterado.

## El juego
Phantis consta, como la mayoría de los juegos de Dinamic en la época, de dos cargas. La primera carga se compone de cuatro fases. En las tres primeras, pilotamos una nave espacial en un Matamarcianos. En la primera fase, nos movemos en el espacio abierto, y deberemos esquivar o destruir asteroides, así como a las naves enemigas. En la segunda fase, nos acercaremos a la superficie de Phantis, y además de seguir destruyendo naves enemigas, deberemos esquivar los meteoritos que van cayendo, así como las bolas de magma que va despidiendo el suelo. En la tercera fase, nos internaremos en una gruta del planeta, y deberemos destruir a las distintas criaturas que nos atacaran, hasta que lleguemos a un punto seguro para aterrizar donde un ADREC clónico, una especie de animal, nos vendrá a buscar. En la cuarta fase, a lomos de esa criatura y con la ayuda de un gancho con una cuchilla fotónica que podremos lanzar hacia adelante o rodeando hacia arriba, deberemos cruzar una charca, destruyendo a los enemigos que se nos acercaran. Al salir de la charca, concluirá la primera carga y se nos facilitará una clave numérica que nos dará acceso a la segunda carga.
En la segunda carga, controlaremos a la propia Selena, que deberá moverse por el planeta Phantis buscando a su compañero. Comenzaremos sin arma, y un "pelotrón rebelde" nos ayudará a destruir a nuestros enemigos, hasta que encontremos un turbo láser de iones. Al encontrar el cargador de protones iremos equipados a plena potencia. Deberemos ir por una base alienígena, un bosque subterráneo, un lago interior, cruzar una gruta en helicóptero, un mar de lava, y una zona de desprendimientos rocosos, hasta llegar finalmente a la prisión donde encontraremos al compañero de Selena y podremos rescatarlo.
En la primera carga, comenzamos con cuatro vidas, y cada 25.000 puntos obtendremos una vida extra, siendo destruidos cada vez que nos dé un disparo o choquemos con un obstáculo o enemigo. En la segunda carga, tendremos un marcador de energía representado por un corazón que se irá haciendo más pequeño por cada toque, hasta que perdamos una vida cuando llegue al mínimo. Al recoger un corazón de los que podremos encontrar por el camino, recargaremos nuestra energía y obtendremos una vida extra.